# Station Kostów
Station Kostów is een spoorwegstation in de Poolse plaats Kostów.